# Elene Gokieli
Elene Gokieli (gruz. ელენე გოკიელი, ros. Елена Степановна Гокиели, ur. 25 sierpnia 1918 w Tbilisi, zm. 31 grudnia 1992 tamże) – gruzińska lekkoatletka startująca w barwach  Związku Radzieckiego, płotkarka i sprinterka, medalistka mistrzostw Europy z 1946, olimpijka.
Zdobyła srebrny medal w biegu na 80 metrów przez płotki oraz brązowy w sztafecie 4 × 100 metrów (w składzie: Jewgienija Sieczenowa, Walentina Fokina, Gokieli i Walentina Wasiljewa) na mistrzostwach Europy w 1946 w Oslo.
Na kolejnych mistrzostwach Europy w 1950 w Brukseli zdobyła brązowy medal w sztafecie 4 × 100 metrów (w składzie: Gokieli, Sanija Malszyna, Zoja Duchowicz i Sieczenowa), a finale biegu na 80 metrów przez płotki zajęła 6. miejsce.
Odpadła w półfinale biegu na 80 metrów przez płotki na igrzyskach olimpijskich w 1952 w Helsinkach.
Ustanawiała rekord Związku Radzieckiego w biegu na 80 metrów przez płotki czasem 11,3 (19 lipca 1949 w Moskwie) oraz w sztafecie 4 × 100 metrów wynikiem 48,7 (25 sierpnia 1946 w Oslo).